# 菅原康平
菅原 康平（すがわら こうへい、1950年4月10日 - ）は、元石巻市長（3期）、株式会社ガス&ライフ代表取締役、経営学博士。

## 経歴
宮城県桃生郡矢本町（現:東松島市）出身。1974年東北大学経済学部卒。1978年カンコー商事社長に就任する。1980年には三石プロパン専務。1984年サンフード社長を兼任し、石巻青年会議所理事長などを歴任する。1988年の石巻市長選挙に立候補したが、現職の平塚真治郎に敗れて落選した。4年後の1992年の市長選に再び立候補して当選した。1996年の市長選では無投票で再選、2000年の市長選で三選した。2002年、自身が社長を務める会社への架空工事事件が発覚、市議会では事件に関する百条委員会が開かれ、石巻市役所も家宅捜索を受けた。市民の間から菅原に対する市長解職請求運動が起き、12月に市長を辞職した。

## 過去の選挙結果

### 石巻市長選挙
- 1992年（平成4年）5月24日実施：32,901票を獲得し、浅野亨（26,995票獲得）と阿部典明（1,941票獲得）を破り、当選を果たす。投票率は69.89%となった。
- 1996年（平成8年）5月12日実施：無投票で当選を果たす。
- 2000年（平成12年）4月23日実施：41,660票を獲得し、阿部淳（22,789票獲得）を破り、当選を果たす。投票率は70.79%となった。